# Atac a la Flotilla de Gaza

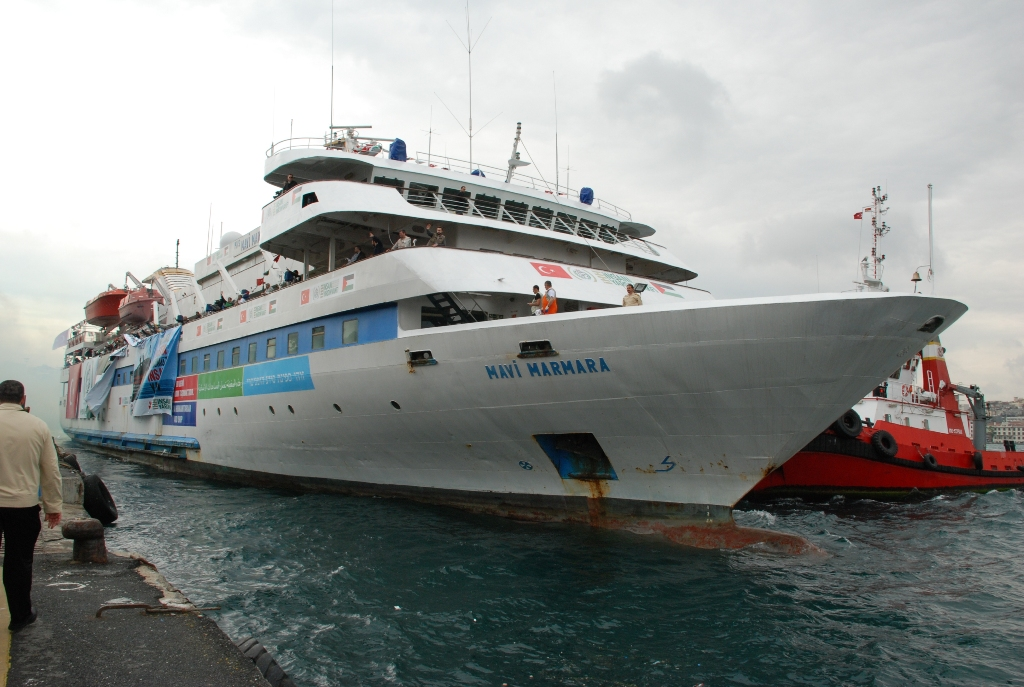
El Mavi Màrmara salpant de Turquia per anar cap a Gaza el 22 de maig del 2010

L'atac a la Flotilla de Gaza va ocórrer el 31 de maig de 2010 quan una flotilla de sis vaixells que portaven a bord activistes pro-palestins coneguts com la Flotilla de la Llibertat de Gaza (en anglès: Gaza Freedom flotilla) intentaven desembarcar a la Franja de Gaza, que estava bloquejada per l'estat d'Israel.

## Context
L'any 2010, la Franja de Gaza es trobava arrasada per la massacre batejada pels militars israelians com Operació Plom Fos, entre desembre del 2008 i gener del 2009. Segons el Centre Palestí de Drets Humans, més de 1.400 persones palestines van ser assassinades en aquelles setmanes, algunes d'elles amb armes químiques de fòsfor blanc. Més de 300 n'eren xiquets i xiquetes. Com en massacres anteriors i posteriors, la impunitat israeliana va ser total. A més, des de l'any 2006, Gaza estava sota un complet setge i bloqueig militar per terra, mar i aire.
Davant d'aquesta cruel situació, milions de persones de tot el món es van mobilitzar. El 2010 van aconseguir reunir nou vaixells i 10.000 tones d'ajuda humanitària consistent en material sanitari, educatiu i de reconstrucció. Per a refer hospitals, escoles i cases. I van prendre la decisió de trencar el bloqueig. Així, pas a pas, es va organitzar l'operació més gran de desobediència civil del segle XXI. Silenciada als grans mitjans de comunicació occidentals, la Flotilla de la Llibertat va ser la gran notícia d'un nou món que començava a ser multipolar. Mitjans internacionals d'Àsia, el món àrab i islàmic, Àfrica i l'Amèrica Llatina cobriren en directe el seu desenvolupament.

## Esdeveniments
Poc abans de l'alba, les forces navals d'Israel els van abordar dins aigües internacionals del Mediterrani. Segons va comunicar l'exèrcit d'Israel, la flotilla va ser abordada després que aquests declinessin canviar la seva ruta cap al port d'Asdod, on els israelians haurien inspeccionat la càrrega dels vaixells de la flotilla per evitar que portessin mercaderies afectades pel bloqueig de la Franja de Gaza.
D'acord amb els activistes i la tripulació del vaixell principal de la flotilla, el vaixell de bandera turca Mavi Màrmara, els comandos israelians encaputxats envoltaren el vaixell amb 40 llanxes zòdiacs i amb helicòpters Blackhawk i dispararen amb munició real, gasos lacrimògens i bombes de fum fins i tot quan el vaixell va alçar la bandera blanca, i els tripulants es van defensar amb pals.
El periodista Cevdet Kiliçlar i nou activistes foren assassinats a trets. Israel defensà la seva acció militar afirmant que els seus soldats van patir una emboscada amb ganivets i barres de metall, a més de pistoles arrabassades als soldats israelians. 10 integrants dels comandos israelians van resultar ferits, i una cinquantena de persones ferides de bala, sis-cents activistes i més de quaranta periodistes internacionals foren capturats en aigües internacionals. Una presó de màxima seguretat israeliana en el desert del Nègueb fou seva la destinació.

## Reaccions internacionals
La Unió Europea i Turquia van condemnar l'atac, però els Estats Units i l'ONU van mantenir una posició neutra, limitant-se a lamentar els fets i demanar-ne una investigació. Després d'una reunió de Binyamín Netanyahu amb els seus ministres, Israel va mostrar el seu desacord amb la formació d'una comissió internacional per a investigar els fets.
A Egipte, Turquia, Iran, Jordània, Líban i Marroc es van produir manifestacions en les quals milers de manifestants van clamar per la «mort d'Israel».

## Esdeveniments posteriors
El vaixell irlandès MV Rachel Corrie, que havia d'acompanyar la flotilla però es va endarrerir gairebé dos dies per problemes tècnics, va ser abordat per l'exèrcit israelià i desviat cap al port d'Asdod, a Israel, sense incidents.
El 17 de juny, Israel va anunciar que relaxaria el bloqueig de Gaza i que hi permetria l'entrada de materials de reconstrucció per a projectes civils que estiguessin sota la supervisió internacional.